# Südvorstadt (Plauen)
Die Südvorstadt ist ein Stadtteil von Plauen im Stadtgebiet Süd.

## Geographie
Die Südvorstadt liegt im südlichen Zentrum Plauens und grenzt an vier weitere Stadtteile.
| Hofer Vorstadt |                                             | Ostvorstadt |
| Thiergarten    | Kompassrose, die auf Nachbargemeinden zeigt |             |
|                |                                             | Reinsdorf   |

Die nördliche Grenze des Stadtteils bildet die Bundesstraße 173, die östliche Grenze die Bundesstraße 92. Im Nordosten der Südvorstadt befinden sich mehrere denkmalgeschützte Gebäude und die Spielstätte des SV Concordia Plauen. Der westliche Teil der Südvorstadt wird von Wald und Kleingartenanlagen geprägt. Von Südwesten nach Nordosten wird der Stadtteil vom Milmesbach durchflossen.

## Öffentlicher Nahverkehr
Im bebauten Nordosten des Stadtteils liegt die Endhaltestelle „Südvorstadt“ der Straßenbahn Plauen, die während des Neubaus der Neuen Elsterbrücke mit den Stadtbus Linien C, D und E angefahren wird. Dort verkehrt außerdem die PlusBus-Linie 90 des Verkehrsverbunds Vogtland im Stundentakt nach Oelsnitz, Schöneck und Klingenthal. Die RufBus-Linie 99 bindet Unterlosa an die Südvorstadt an.